# Pensamiento Liberal Mexicano
Pensamiento Liberal Mexicano är en ort i Mexiko.   Den ligger i kommunen San Miguel Peras och delstaten Oaxaca, i den sydöstra delen av landet, 400 km sydost om huvudstaden Mexico City. Pensamiento Liberal Mexicano ligger 2 068 meter över havet och antalet invånare är 517.
Terrängen runt Pensamiento Liberal Mexicano är huvudsakligen lite bergig. Pensamiento Liberal Mexicano ligger nere i en dal. Runt Pensamiento Liberal Mexicano är det ganska tätbefolkat, med 56 invånare per kvadratkilometer. Närmaste större samhälle är San Miguel Peras, 3,9 km öster om Pensamiento Liberal Mexicano. I omgivningarna runt Pensamiento Liberal Mexicano växer i huvudsak blandskog.